# نهر كوالو
نهر كوالو هو نهر في شمال سومطرة، إندونيسيا.